# Camponotus echinoploides
Camponotus echinoploides är en myrart som beskrevs av Auguste-Henri Forel 1891. Camponotus echinoploides ingår i släktet hästmyror, och familjen myror. Inga underarter finns listade.

## Bildgalleri

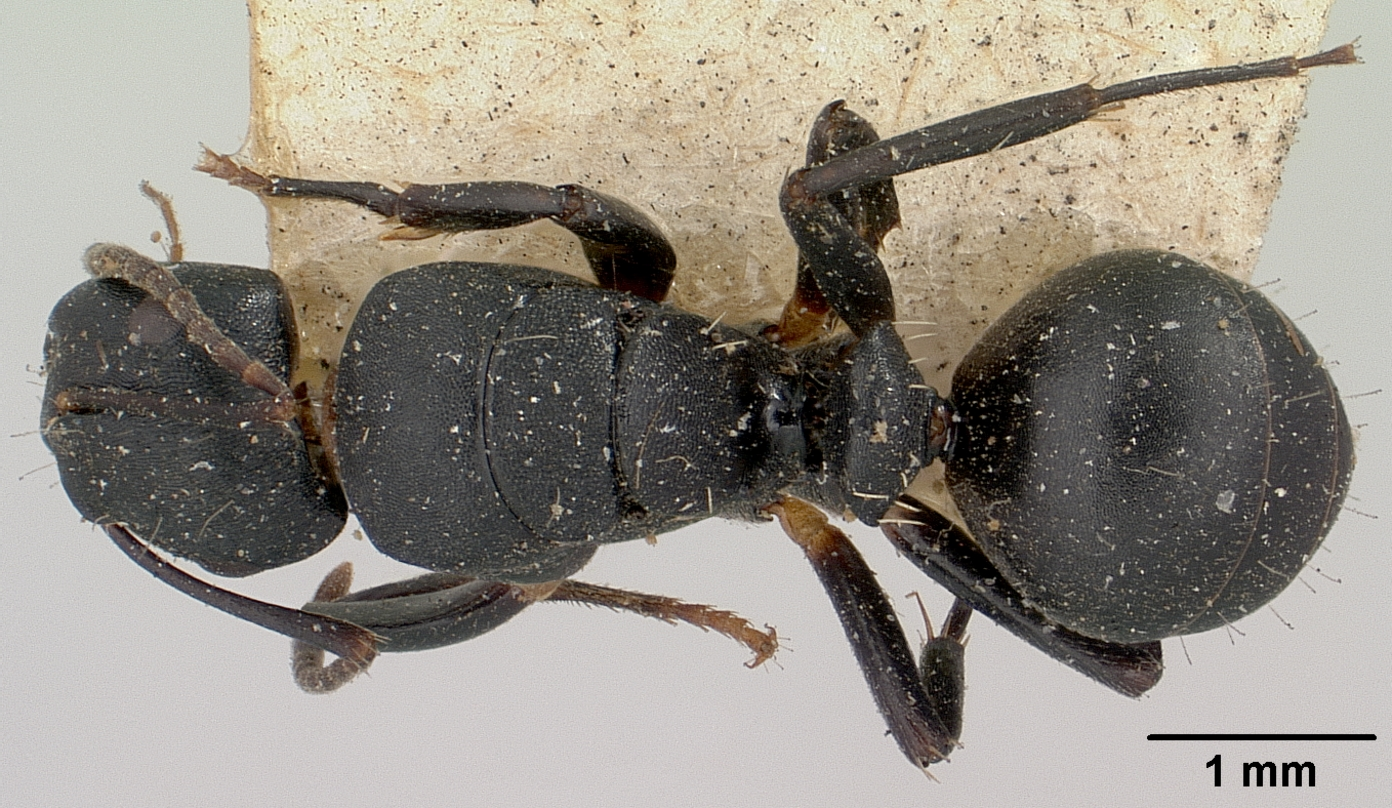
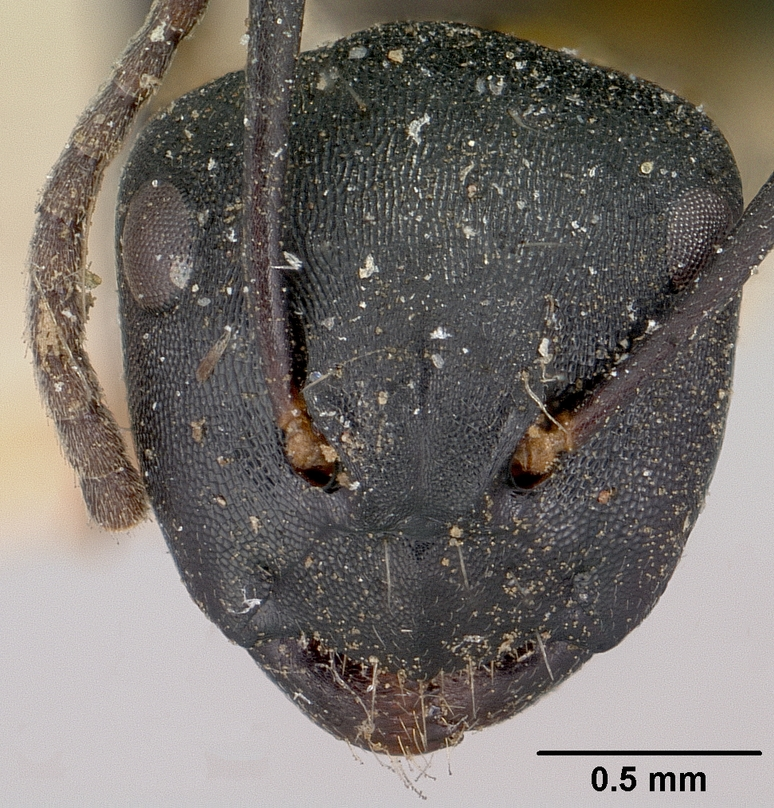
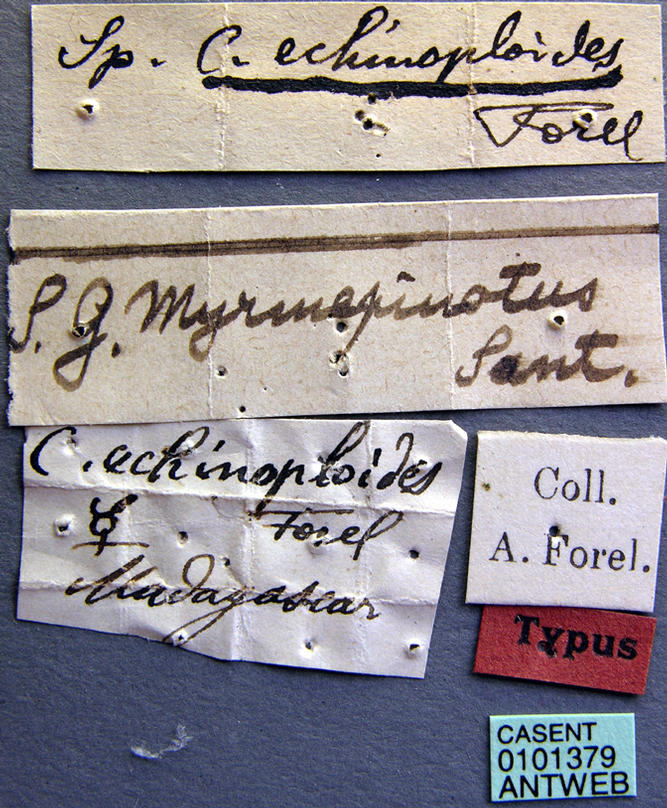
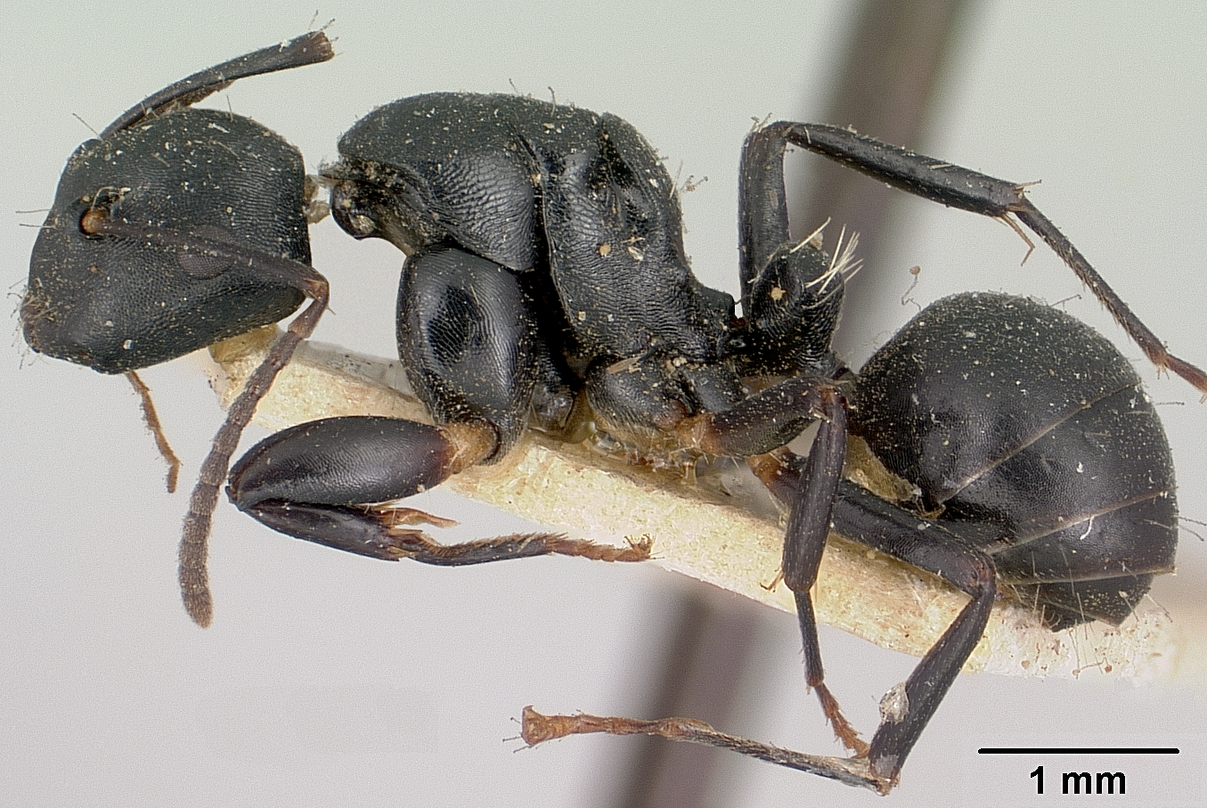